# Can Bellaguarda
Can Bellaguarda és una masia de Riudellots de la Selva (Selva) inclosa a l'Inventari del Patrimoni Arquitectònic de Catalunya.

## Descripció
Està situat al sector de ponent, prop del nucli urbà. És un edifici de tres naus, dues plantes i vessant a laterals amb cornisa catalana. El portal és adovellat d'arc carpanell i dues de les obertures del primer pis són de llinda monolítica amb arc conopial i motiu floral en relleu al mig. Les altres dues finestres són rectangulars simples. El parament és arrebossat i pintat de blanc.
La construcció té diversos cossos adossats del mateix estil al costat dret que formen un pati interior amb portal de llinda de fusta. També trobem uns grans coberts de construcció recent destinats al bestiar i a la maquinària agrícola.